# Parungsari (Telukjambe Barat)
Parungsari is een bestuurslaag in het regentschap Karawang van de provincie West-Java, Indonesië. Parungsari telt 3919 inwoners (volkstelling 2010).